# Juan Guillermo Toro Dávila
Juan Guillermo Toro Dávila (Curicó, 8 de diciembre de 1927-Santiago, 9 de septiembre de 2020) fue un militar chileno con rango de mayor general del Ejército de Chile. Se desempeñó como intendente de la región de Magallanes y la Antártica Chilena durante la dictadura militar del general Augusto Pinochet, desde 1981 hasta 1984.

## Familia
Nació en Curicó el 8 de diciembre de 1927, hijo de Guillermo Toro Concha y Herminia Dávila de Toro. Su hermano Agustín fue ministro de Minería (1974-1975), intendente de la región del Biobío (1976-1977) y rector de la Universidad de Chile (1977-1979).
Se casó el 12 de febrero de 1953 con Angela Tassara Jiménez, con quien tuvo tres hijos: Luis, Ricardo y Alejandro.

## Carrera militar
Hacia el golpe de Estado del 11 de septiembre de 1973, ejercía con el rango de coronel como comandante del Regimiento de Infantería de Montaña n° 9 de Chillán e intendente de la provincia de Ñuble. Luego, pasó a ocupar el puesto de director de la Escuela de Montaña de Río Blanco. En ese período se trasladó junto a su familia a la comuna de Los Andes y se vinculó con comunidades e instituciones, llegando a ser presidente del club de fútbol Trasandino. En 1975 elaboró un plan en el que describió las «condiciones agrícolas, mineras, industriales y turísticas» y requisitos que cumplía Los Andes para que se convirtiera en provincia, el cual se concretó con un decreto del 31 de diciembre de dicho año, creándose la provincia de Los Andes.
El mayo de 1981, se le confirió el rango de mayor general y el 28 de diciembre del mismo año, fue nombrado por Pinochet como intendente de la región de Magallanes y la Antártica Chilena, en reemplazo de Sergio Covarrubias. Asumió simultáneamente como comandante en jefe del Comando Conjunto Austral (CCA). Durante su gestión apoyó fuertemente el crecimiento de la Universidad de Magallanes y el avance de la zona en temas de regionalización, así como también, en la búsqueda de negocios para diversificar la productividad económica, contándose entre ello el área del carbón. Por otra parte, el 26 de febrero de 1984 se llevó a cabo el llamado «Puntarenazo», la primera manifestación presencial contra Augusto Pinochet, ocurrida en la Plaza de Armas Muñoz Gamero de Punta Arenas y que dejó un saldo de dieciséis detenidos. Ejerció el cargo hasta el 19 de diciembre de 1984, siendo sucedido por el general Luis Danús Covián.
Durante sus últimos años, fue miembro de organizaciones relacionadas al ámbito castrense como el Instituto O'Higginiano de Chile, el cual presidió entre 2000 y 2020 y el Cuerpo de Generales  y Almirantes en Retiro de la Defensa Nacional, entre 2005 y 2007.
Falleció en su residencia en Santiago el 9 de septiembre de 2020, a los 92 años. Sus restos fueron velados en la capilla del Cementerio Parque del Recuerdo.

## Controversias
A partir de la década de 2000, fue denunciado por diversas causas referentes a delitos de violaciones de derechos humanos durante el período 1973-1990. En 2017 el ministro de la Suprema Corte Carlos Aldana, emitió una orden de arresto en su contra, a causa de la detención y desaparición del funcionario público y militante del Movimiento de Acción Popular Unitaria (MAPU), Reinaldo Jeldres Riveros el 19 de septiembre de 1973, fecha en que Toro se desempeñaba como jefe de plaza en la zona de Chillán.